# Тадеуш Грабський
Тадеуш Войцех Грабський (пол. Tadeusz Wojciech Grabski; 14 березня 1929, Варшава — 2 лютого 1998, Познань) — польський комуністичний політик, у 1973—1975 роках — голова адміністрації (воєвода) Познанського воєводства, у 1980—1981 роках — віцепрем'єр ПНР, член Політбюро та секретар ЦК ПОРП. Належав до ортодоксально-сталінського «бетону» у партійно-державному керівництві, виступав за придушення профспілки «Солідарність». Претендував на посаду першого секретаря ЦК, але усунено від влади.

## Номенклатурна кар'єра
Родом з Варшави, у 1951 році Тадеуш Грабський закінчив Познанський економічний університет. Після служби у збройних силах ПНР, у листопаді 1956 року вступив до ПОРП. Партійний квиток, переконаний сталініст Грабський, отримав у рік XX з'їзду КПРС, польської десталінізації та масових антикомуністичних заворушень у Познані.
До початку 1970-х років Грабський обіймав різні посади у познанському господарському апараті. Був директором ремонтно-будівельного підприємства, очолював у Познані промислове об'єднання. З 1965 року був членом Познанського воєводського комітету ПОРП, очолював промислову комісію. У 1971—1972 роках — секретар комітету. З кінця 1972 року обіймав посаду голови воєводської ради. Через рік, у грудні 1973 році, отримав призначення познанським воєводою — главою воєводської адміністрації. У 1975 році переведено з Познані до Коніна та затверджено на посаді першого секретаря Конінського воєводського комітету ПОРП.

## Конфлікт з Едвардом Гереком
Політично й ідеологічно Тадеуш Грабський підтримував ортодоксальний комунізм і не схвалював «ліберальних» рис у політиці першого секретаря ЦК ПОРП Едварда Герека. У цьому він вирізнявся прямолінійним характером. На пленумі ЦК 13 грудня 1978 року Грабський виступив з різкою критикою соціально-економічної політики Герека, безпідставної пропаганди відсутніх «успіхів», поступок дисидентським групам і католицькій церкві. Випадок мав безпрецедентний для компартії характер, проте саме «зайвий лібералізм» Герека уможливлював це. Критику Грабського одноголосно визнали «неконструктивною», але серйозних переслідувань він не зазнав.
У вересні 1979 року Грабського знято з партійної посади у Коніні. Він відмовився очолити галузеве міністерство в уряді Едварда Бабюха та повернувся до Познані. До літа 1980 року Грабський обіймав посаду директора заводу автоматичних систем Mera. В апараті, однак, запам'ятали його сміливу поведінку на пленумі та враховували здатність різко виступати у складних ситуаціях, не прораховуючи наслідків.

## Керівний «бетон»
Вершина партійно-урядової кар'єри Тадеуша Грабського припала на початок 1980-х років і збіглася з періодом соціально-політичної кризи, яка завершилася крахом ПОРП і кінцем ПНР. 24 серпня 1980 року, на тлі масового страйкового руху, Грабський отримав призначення заступника голови Ради міністрів ПНР Юзефа Піньковського. Його висування прийняв і Герек, який розраховував нам його твердість, корисну за нових обставин. Цю посаду він обіймав лише до 8 жовтня, але вже 6 вересня після відставки Герека отримав призначення секретаря ЦК. 2 грудня 1980 року Грабського кооптовано у вищий орган партійної влади — Політбюро ЦК ПОРП.
Грабський належав до групи лідерів «партійного бетону» — ортодоксально-сталінського крила ПОРП. Він виступав за силове придушення Солідарності, максимальне посилення комуністичного режиму та беззастережне наслідування у фарватері СРСР. Зараховувався до так званої «банді чотирьох» — групі особливо агресивних ортодоксів, поряд зі Стефаном Ольшовським, Анджеєм Жабинським і Здзіславом Куровським. Користувався підтримкою найбільш консервативних і догматичних сил ПОРП.
Перебуваючи у столиці, Грабський зберігав зв'язки та вплив у Познані, активно займався справами регіону. За його участю та заступництвом створено Познанський форум комуністів (PFK) — ортодоксальну організацію, подібну до Катовицького партійного форуму. На чолі PFK стояв близький сподвижник Грабського — директор заводу MERA Ян Маєрчак. Грабський активно сприяв Познанському воєводі Станіславу Цозасю та воєводському коменданту міліції Генрику Зашкевичу в апаратній боротьбі проти першого секретаря воєводського комітету ПОРП Едварда Скшипчака, орієнтованого на діалог з «Солідарністю».
Навесні 1981 року, під час Бидгощських подій і всепольського попереджувального страйку, «партійний бетон» закликала до негайного переходу до військового правління з використанням механізмів Варшавського договору (на той момент силові дії були вчасно передбачені). Голова радянського КДБ Юрій Андропов назвав Грабського першим у переліку найнадійніших союзників КПРС у Польщі. Влада СРСР, НДР і ЧССР майже відкрито давали зрозуміти, хоче, аби Грабський замінив на посаді першого секретаря ЦК ПОРП Станіслава Каню.
У квітні 1981 року Грабський очолив партійну комісію з розслідування посадових зловживань часів Герека. Ці дії спрямовувались на створення у суспільстві враження «енергійного оновлення» та «боротьби з корупцією». Однак вони анітрохи не сприяли зростанню довіри до компартії.
Грабський публічно ставив під сумнів здатність Кані впоратися з ситуацією. На пленумі ЦК ПОРП 9 — 10 червня 1981 року він — подібно до свого ж виступу 1978 року — виступив з різкою критикою першого секретаря та фактично зажадав його відставки. Грабського підтримав колишній начальник армійського політуправління генерал Влодзимеж Савчук. Проте, за низкою ознак, Грабського використав Ольшовський, щоб випробувати на міцність позиції Кані. Коли Каня та його прихильники перейшли у контрнаступ, Ольшовський підтримав першого секретаря. Аналогічно вчинив Жабинський. Грабський опинився ізольованим. У результаті бунт бетону придушено.
14 — 20 липня 1981 року проходив IX надзвичайний з'їзд ПОРП. Тадеуш Грабський виступав з доповіддю комісії з розслідування зловживань. Він зайняв примирливу позицію, пропонував поблажливо поставитися до Герека та його сподвижників, утриматися від передання їх суду та навіть від виключення з партії. Це викликало обурення багатьох делегатів. «Товаришу Грабський, ваш звіт настільки поганий, що з ним навіть не посперечаєшся!»- Прокоментував один з делегатів-робітників.
При голосуванні у ЦК Грабський зазнав поразки (менш як 900 голосів з майже 2000 делегатів) і був виведений з Політбюро. Це викликало невдоволення у керівництві КПРС, але питання залишилось на розсуд Кані та Ярузельського.

## «Реальність» й усунення
Після IX з'їзду Тадеуш Грабський не відігравав значну політичну роль. Через три місяці Станіслав Каня залишив посаду першого секретаря, але його наступник генерал Войцех Ярузельський не вважав за доцільне повернення Грабського до керівництва. Введення воєнного стану 13 грудня 1981 року — реалізація установок Грабського, проте сам він уже не був потрібний режиму. Ярузельський оточував себе або керівними силовиками, або відносно гнучкими політиками, здатними як мінімум імітувати діалог з суспільством.
У 1982—1989 роках Грабський був повноважним радником торговельного представництва ПНР у НДР. Зберігаючи певний вплив на ЦК, виступав за жорсткі заходи проти опозиційного підпілля. Був головою Асоціації клубів «Реальність». У цій організації «партійного бетону», створеної відомим журналістом Ришардом Гонтажем, консолідувалися прихильники «твердого марксизму-ленінізму» та націонал-комунізму. Вони вважали курс Ярузельського ідеологічно нестійким і недостатньо рішучим. Спостерігачі відзначали певну харизму Грабського, який зумів оточити себе особисто відданими прихильниками. Активісти «бетону» сприймали Грабського як «останню надію соціалізму».
Грабський спробував надати «Реальності» міцнішого політичного статусу. Він запропонував міністру внутрішніх справ Чеславу Кіщаку ухвалити організацію під офіційне шефство МВС. Проте генерал Кіщак дистанціювався від «бетону». В оточенні Ярузельського дуже підозріло ставилися до агресивної ідеологічної позиції «Реальності» й особисті амбіції Грабського. Політбюро ЦК ПОРП ухвалило постанову про «недоцільність існування об'єднань, які порушують ідеологічну, політичну й організаційну єдність партії». 30 січня 1983 року Асоціація «Реальність» розпущено. Політична діяльність Тадеуша Грабського остаточно припинилася.

## Останні роки
У 1988—1989 роках у Польщі відбулася зміна суспільного устрою. Жодної участі у цих подіях Тадеуш Грабський не брав. Жив у Познані, де підтримував зв'язки у господарських й адміністративних колах. Оскільки він не був прямо причетний до розправ часів воєнного стану, до відповідальності не притягувався. Смерть 68-річного Грабського залишилася непоміченою.
В очах більшості поляків Грабський був втіленням «пана Шматяка» — ворожого суспільству номенклатурного функціонера. Критика на адресу Герека та Кані вважалася його досягненням, оскільки велася з позицій комуністичного догматизму. Те, що Грабський не став вищим керівником партії та держави, сприймається як великий історичний успіх.